# Croton spissirameus
Espèce
Croton spissirameus est une espèce de plantes à fleurs du genre Croton et de la famille des Euphorbiaceae, présente au nord-est de l'Argentine (Misiones).
Il a pour synonyme :
- Julocroton crassirameus, Croizat